# Piper PT-1
Il Piper PT-1 fu un aereo da addestramento biposto monomotore e monoplano ad ala bassa sviluppato dall'azienda aeronautica statunitense Piper Aircraft nei primi anni quaranta e rimasto alla stadio di prototipo.
Destinato alla formazione di primo periodo dei piloti, fu il primo modello dell'azienda a montare una simile velatura, utilizzato come base per il successivo PWA-6 quadriposto, anche quest'ultimo non avviato alla produzione in serie.

## Storia del progetto
Nei primi anni quaranta la Piper, che in quel periodo stava ottenendo successo commerciale con i primi modelli realizzati caratterizzati dalla velatura monoplana ad ala alta, decise di avviare lo sviluppo di un modello destinato al mercato civile e contemporaneamente in grado di essere utilizzato nella formazione dei nuovi piloti.
Il progetto, disegnato da David Long che in seguito avrebbe ideato il Midget Mustang da competizione e acrobazia aerea, era relativo ad un compatto modello realizzato in tecnica mista, con fusoliera dalla struttura metallica ricoperta in tessuto mentre ali e impennaggio erano lignei. Caratterizzato dalla cabina di pilotaggio biposto in tandem chiusa da una lunga cappottina, il PT-1 (Primary Trainer) possedeva alcune raffinatezze tecnologiche, come il carrello d'atterraggio retraibile anche nel ruotino d'appoggio.
Il prototipo era equipaggiato con un motore Franklin 6AC-298-D, un 6 cilindri contrapposti raffreddato ad aria capace di esprimere una potenza massima pari a 130 hp (97 kW), collocato nel naso del velivolo racchiuso da una cappottatura aerodinamica dotata delle caratteristiche prese d'aria e collegato ad un'elica bipala lignea a passo fisso.
Costruito negli stabilimenti Piper Aircraft di Lock Haven, venne immatricolato NX4300 e portato in volo per la prima volta nel corso del 1942.
Inizialmente ideato per essere proposto come addestratore militare a US Army e US Navy,, visto lo scarso interesse espresso dalle forze armate statunitensi, venne commercializzato sul mercato dell'aviazione generale; l'azienda costruttrice tuttavia non riuscì a suscitare lo sperato interesse e il velivolo rimase l'unico costruito.